# AZ OOR
AZ OOR (Aghmat, 30 september 1992) is een Marokkaans beeldend kunstenaar en verhalenverteller. Zijn werk is geworteld in speculatieve verbeelding, Amazigh-futurisme en een kritiek op koloniale en ontwikkelingsideologieën. Gebruikmakend van voorouderlijke kennis omvat AZ OORs multidisciplinaire praktijk beeldende kunst, performance en poëtisch verhalen vertellen. Hij verkent thema’s zoals onteigening, oraliteit, inheemse identiteit, wereldbouw en politieke verbeelding. Met behulp van ceremoniële ruimtes, bricolage en ambachtelijke vormen betwist hij lineaire geschiedenissen en stelt hij zich een alternatieve Amazigh-toekomst voor.